# Правило Хунда
Правило Хунда — правило квантовой химии, которое определяет порядок заполнения орбиталей определённого подслоя и формулируется следующим образом: суммарное значение спинового квантового числа электронов данного подслоя должно быть максимальным. Сформулировано Фридрихом Хундом в 1925 году.
Это означает, что в каждой из орбиталей подслоя заполняется сначала один электрон, а только после исчерпания незаполненных орбиталей на эту орбиталь добавляется второй электрон. При этом на одной орбитали находятся два электрона с полуцелыми спинами противоположного знака, которые спариваются (образуют двухэлектронное облако) и, в результате, суммарный спин орбитали становится равным нулю.
Другая формулировка: Ниже по энергии лежит тот атомный терм, для которого выполняются два условия:
1. Мультиплетность максимальна.
2. При совпадении мультиплетностей суммарный орбитальный момент L максимален.

Разберём это правило на примере заполнения орбиталей p-подуровня p-элементов второго периода (то есть от бора до неона (в приведённой ниже схеме горизонтальными чёрточками обозначены орбитали, вертикальными стрелками — электроны, причём направление стрелки обозначает ориентацию спина):

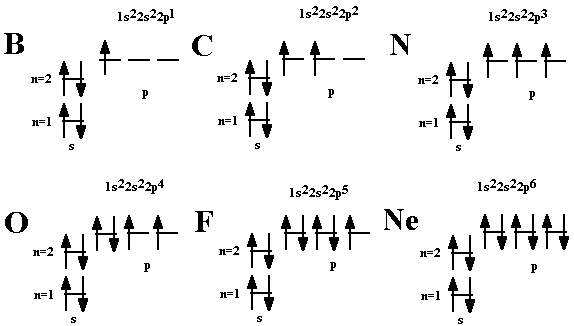
Порядок заполнения орбиталей p-подуровня p-элементов второго периода

Как видно, сначала появляется один электрон на 2px-орбитали, затем один электрон на 2py-орбитали, после этого один электрон на 2pz-орбитали, затем появляются парные электроны на 2px-, 2py- и 2pz-орбиталях.

## Мнемоническое правило
Для запоминания правила Хунда существует мнемоническое «правило трамвайного вагона»:

Ты приглядись, решив присесть,

К местам трамвайного вагона:

Когда ряды пустые есть,

Подсаживаться нет резона.